# Santiago Charamoni
Santiago Charamoni est un footballeur uruguayen né le 28 janvier 1994. Il évolue au poste d'attaquant au Defensor SC.

## Palmarès

### En équipe nationale
- Équipe d'Uruguay des moins de 17 ans
  - Finaliste de la Coupe du monde des moins de 17 ans en 2011